# Aleksandr Powarnicyn
Aleksandr Wasiljewicz Powarnicyn (rus. Александр Васильевич Поварницын; ur. 12 kwietnia 1994 w Iżewsku) – rosyjski biathlonista, dwukrotny mistrz świata juniorów w biathlonie oraz dwukrotny złoty medalista mistrzostw Europy.
11 lutego 2016 r. zadebiutował w zawodach Pucharu Świata, zajmując 28. miejsce w sprincie w Presque Isle.

## Osiągnięcia

### Mistrzostwa świata
| Rok  | Miejscowość | Konkurencje | Konkurencje | Konkurencje | Konkurencje | Konkurencje | Konkurencje | Konkurencje |
| Rok  | Miejscowość | IN          | SP          | PU          | MS          | RL          | MR          | SR          |
| ---- | ----------- | ----------- | ----------- | ----------- | ----------- | ----------- | ----------- | ----------- |
| 2019 | Östersund   | 45.         | –           | –           | –           | –           | –           | –           |

### Mistrzostwa świata juniorów
| Rok  | Miejscowość  | Konkurencje | Konkurencje | Konkurencje | Konkurencje | Konkurencje | Konkurencje | Konkurencje |
| Rok  | Miejscowość  | IN          | SP          | PU          | MS          | RL          | MR          | SR          |
| ---- | ------------ | ----------- | ----------- | ----------- | ----------- | ----------- | ----------- | ----------- |
| 2014 | Presque Isle | 11.         | 1.          | 2.          | nd.         | 3.          | nd.         | nd.         |
| 2015 | Mińsk        | 11.         | 5.          | 3.          | nd.         | 1.          | nd.         | nd.         |

### Mistrzostwa Europy
| Rok  | Miejscowość | Konkurencje | Konkurencje | Konkurencje | Konkurencje | Konkurencje | Konkurencje | Konkurencje |
| Rok  | Miejscowość | IN          | SP          | PU          | MS          | RL          | MR          | SR          |
| ---- | ----------- | ----------- | ----------- | ----------- | ----------- | ----------- | ----------- | ----------- |
| 2014 | Nové Mêsto  | 8.          | 5.          | 1.          | nd.         | 2.          | nd.         | nd.         |
| 2015 | Otepää      | 6.          | 4.          | 3.          | nd.         | 1.          | nd.         | nd.         |

### Puchar Świata

#### Miejsca w klasyfikacji generalnej
| Sezon     | Miejsce |
| --------- | ------- |
| 2015/2016 | 66.     |
| 2018/2019 | 53.     |
| 2021/2022 | 43.     |

#### Miejsca na podium chronologicznie
| Lp. | Dzień       | Rok  | Miejscowość | Konkurencja         | Lokata | Pudła   | Czas biegu | Strata  | Zwycięzca |
| --- | ----------- | ---- | ----------- | ------------------- | ------ | ------- | ---------- | ------- | --------- |
| 1.  | 22 stycznia | 2016 | Canmore     | Sztafeta 4 × 7,5 km | 3.     | 0+0 0+2 | 1:18:25,0  | +1:48,4 | Norwegia  |